# Uncinia rapaensis
Uncinia rapaensis är en halvgräsart som beskrevs av Harold St.John. Uncinia rapaensis ingår i släktet Uncinia och familjen halvgräs. Inga underarter finns listade i Catalogue of Life.